# Protospatario
Con el nombre de protospatario o protospatharios (en griego antiguo: πρωτοσπαθάριος) se designaba en el Imperio Bizantino al jefe de la guardia personal llamada espatharia, de spatha, espada.
En España los godos tuvieron también su conde spathario o capitán de las guardias en el Reino de Aragón y en el primitivo Condado de Barcelona, sus atribuciones se identificaban con las de senescal.
En el Imperio de Trebisonda, se utilizó un título equivalente de origen turco amytzantarios.

## Funciones
Además de ser un rango de la corte, había varios prōtospatharioi tenían deberes específicos:
- Los protospatario a cargo del Chrysotriklinos, la sala principal de recepción del gran palacio.[2]
- Los protospatario a cargo del Lausiakos (en griego: πρωτοσπαθάριος τοῦ Λαυσιακοῦ), una de las principales salas adyacentes a los Chrysotriklinos, que sirve como sala de reuniones. El personal del Lausiakos probablemente también tenía funciones relacionadas con la preparación de los banquetes imperiales.[3]
- Los protospatario o catapanes del Basilikoi anthropoi (en griego: πρωτοσπαθάριος / κατεπάνω τῶν βασιλικῶν), un cuerpo de servidores imperiales de bajo nivel, incluidos los extranjeros. Su personal subordinado incluía funcionarios de rango inferior, con un domestikos como ayudante principal.[4][5]
- El prōtospatharios tēs Phialēs (en griego: πρωτοσπαθάριος τῆς Φιάλης), un funcionario que actuaba como juez de los remeros en la Armada bizantina estacionada alrededor de la capital, Constantinopla. Al igual que las funciones exactas de la oficina, el término phialē (cuenca de agua) es oscuro; posiblemente podría referirse a una ubicación en el muelle del palacio imperial de Bucoleón.[6]